# Stara Lipa
Stara Lipa, prigradsko naselje Požege, čiji naziv je iskazivan pod imenom Lipa do 1900. god., Požeška Lipa od 1910. do 1931. god. i Stara Lipa od 1948. godine. Udaljena je 6 km zapadno od Požege, u ravničarskom području Požeške kotline zvanom Poljadija, a na lokalnoj cesti, Požega-Skenderovci-Požeški Brestovac koji je na čvorištu cestovnih pravaca županijskog značaja Požega-Nova Gradiška i Požega-Pakrac.
1 km južno ispod Stare Lipe od zapada prema istoku protječe rijeka Orljava, koja regulacijom vodotoka i navoženjem nasipa dobiva novi izgled, na lijevoj strani ostavlja plodna polja i livade, dalje nastavlja mirno teći prema Požegi te vijugati prema jugu do utoka u rijeku Savu.
U 70-ak kućanstava živi 220 stanovnika (popis 2001. god.) kojima je poljoprivreda jedan od izvora prihoda, no većina radno sposobnog pučanstva putuje u Požegu radeći u industriji i ostalim granama privrede.
1969. god., elektrificirano je selo a 1974. god. uveden je vodovod u kućanstva iz vrela izvora ispod sela te je tako počeo nagli razvoj ovoga kraja.
Priključenje telefona 1996. god. a tijekom Domovinskog rata i asfaltiranje ceste od Donjih Emovaca u dužini 3 km te uspostavljanjem lokalne autobusne linija Požega-Ugarci-Požega na radost posebno učenika; koji su prije domovinskog rata išli pješke preko Orljave u 1,7 km udaljeni Pož. Brestovac, dok 4 razreda područne škole pohađaju idući u 1 km udaljenu Novu Lipu, mještani Stare Lipe tako su povezani s cijelom Hrvatskom. Prije 10-ak godina prošireno je mjesno groblje i sagrađena mrtvačnica o čijem estetskom izgledu skrbi Mjesni odbor.
Mjesna kapelica sagrađena 1980-ih. god. posvećena je apostolima, Filipu i Jakovu čiji imendan ovdašnji mještani katolici slave prve nedjelje mjeseca svibnja. Matična župna crkva Sv. Ane nalazi se u 5 km udaljenim Skenderovcima, čiji blagdan mještani i župljani slave 26. srpnja. Misna slavlja u župnoj crkvi održavaju se svake nedjelje u godini a u mjesnim kapelicama jedanput mjesečno. 18 župa požeškoga kraja čine Požeški dekanat, a 7 dekanata Požešku biskupiju, ustanovljenu i proglašenu 1997. god. koja kao sufraganska biskupija potpada pod Ðakovačko-osječku metropoliju.
Prije više od 3 desetljeća osnovan je 1974. god. Nogometni klub Lipa te se promjenljivim uspjehom neprekidno natječe u drugorazrednoj ligi „Nogometnog saveza područja“, tadašnje Općine Slav. Požega i sada kao član 2. ŽNL Pož.-slavonske županije, gdje se uz seniore natječu i juniori. Nogometno igralište „Ritki gaj“ s nadstrešnicama za pričuvne igrače i sudce, ograđeno je i postavljena je rasvjeta za noćne treninge i nogometne turnire tijekom ligaške stanke a sagrađene su i svlačionice s tribinom, koje su prenamijenjene u sportsku teretanu za vježbanje.

## Stanovništvo
| broj stanovnika | 226   | 196   | 187   | 246   | 244   | 307   | 343   | 344   | 310   | 304   | 315   | 228   | 213   | 186   | 219   | 213   | 159   |
|                 | 1857. | 1869. | 1880. | 1890. | 1900. | 1910. | 1921. | 1931. | 1948. | 1953. | 1961. | 1971. | 1981. | 1991. | 2001. | 2011. | 2021. |